# Aubigny, Somme
Aubigny är en kommun i departementet Somme i regionen Hauts-de-France i norra Frankrike. Kommunen ligger i kantonen Corbie som tillhör arrondissementet Amiens. År 2022 hade Aubigny 516 invånare.

## Befolkningsutveckling
Antalet invånare i kommunen Aubigny
| Referens: INSEE |